# Pierzchnianka
Pierzchnianka – wieś w Polsce położona w województwie świętokrzyskim, w powiecie kieleckim, w gminie Pierzchnica.
| SIMC    | Nazwa | Rodzaj    |
| ------- | ----- | --------- |
| 0262303 | Dwór  | część wsi |

W okresie Królestwa Kongresowego Pierśniczka i Pierzchnianka, wieś i folwark, powiat kielecki, gmina Szczecno, parafia Pierzchnica, posiada pokłady kamienia litograficznego, ciemnożółtego. W 1827 r. było 20 domów i 160 mieszkańców. Według dokumentów powiatu wiślickiego z 1579 r. wieś Pierśniczka w parafii Pierśnica, własność Melchiora Piersniczkiego, miała 9 osad, 3½ łana, 2 zagrody z rolą, 1 biedny.
W latach 1975–1998 miejscowość administracyjnie należała do województwa kieleckiego.